# Buziaș
Buziaș és una ciutat del comtat de Timiș, Banat (Romania). El 2011 tenia 6.504 habitants.
En alemany: (Bad) Busiasch, en hongarès: Buziás o Buziásfürdő, en serbi: Бузјаш or Buzjaš.

## Història
La ciutat es va esmentar per primera vegada el 1321 en un document de Carles I d'Hongria. Va ser declarada ciutat el 1956. Administra dos pobles, Bacova (Bakowa, Bakóvár) i Silagiu (Nagyszilas).
Buziaș és un antic balneari, els primers establiments es van construir el 1819. El 1839 va ser declarat balneari. Les aigües minerals de Buziaș s'utilitzen en el tractament d'una àmplia gamma de malalties. També s'embotellen per a ús comú.
El parc de Buziaș, amb una superfície superior a les 20 ha, és un parc dendrològic amb molts arbres rars, sent el més important Platanus. L'element simbòlic arquitectònic del balneari és la columnata coberta del parc construït a l'estil turco-romà d'Orient, exclusiu de Romania. Els altres dos únics passejos similars a Europa es troben a Karlovy Vary i Baden-Baden.

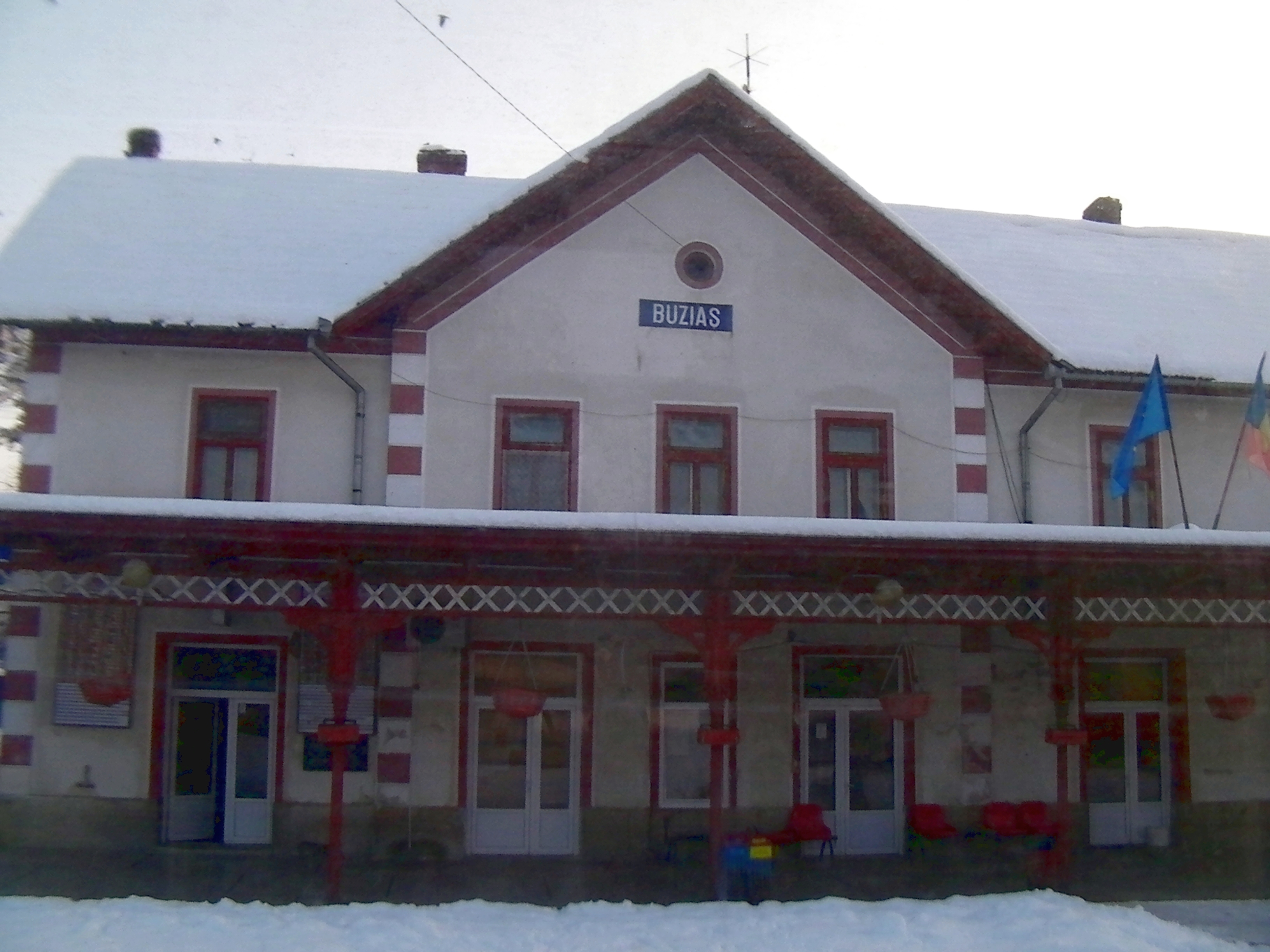
Estació de tren de Buziaș

L'empresa Regiotrans opera els serveis de tren a Gataia i Jamu Mare.

## Demografia
Segons el cens del 2011:
| Grup ètnic | Número | Percentatge |
| ---------- | ------ | ----------- |
| Romanesos  | 5.847  | 89,89%      |
| Hongaresos | 204    | 3,13%       |
| Alemanys   | 148    | 2,27%       |
| Romaní     | 206    | 3,16%       |
| Altres     | 98     | 1,7%        |
| Total      | 6.504  | 100%        |

| Població històrica de Buziaș |          |           |            |          |
| Curs                         | Població | Romanesos | Hongaresos | Alemanys |
| 1880                         | 6.091    | 40,5%     | 10,3%      | 42,3%    |
| 1890                         | 6.776    | 41,7%     | 10,5%      | 46,4%    |
| 1900                         | 7.191    | 41,1%     | 12,5%      | 45,4%    |
| 1910                         | 7.141    | 41,6%     | 15,5%      | 41,6%    |
| 1920                         | 6.651    | 41,6%     | 9%         | 47,7%    |
| 1930                         | 6.764    | 39,6%     | 10,6%      | 46,6%    |
| 1941                         | 6.547    | 41,6%     | 7,7%       | 47,2%    |
| 1956                         | 7.203    | 54,5%     | 8,1%       | 34,4%    |
| 1966                         | 7.310    | 60,7%     | 7,4%       | 30,7%    |
| 1977                         | 7.976    | 65,8%     | 6,1%       | 24,7%    |
| 1992                         | 8.041    | 84,1%     | 4,8%       | 6,4%     |
| 2002                         | 12.772   | 87,4%     | 4,1%       | 3,6%     |

## Fills il·lustres
- Endre Misteth, enginyer i ministre

## Galeria

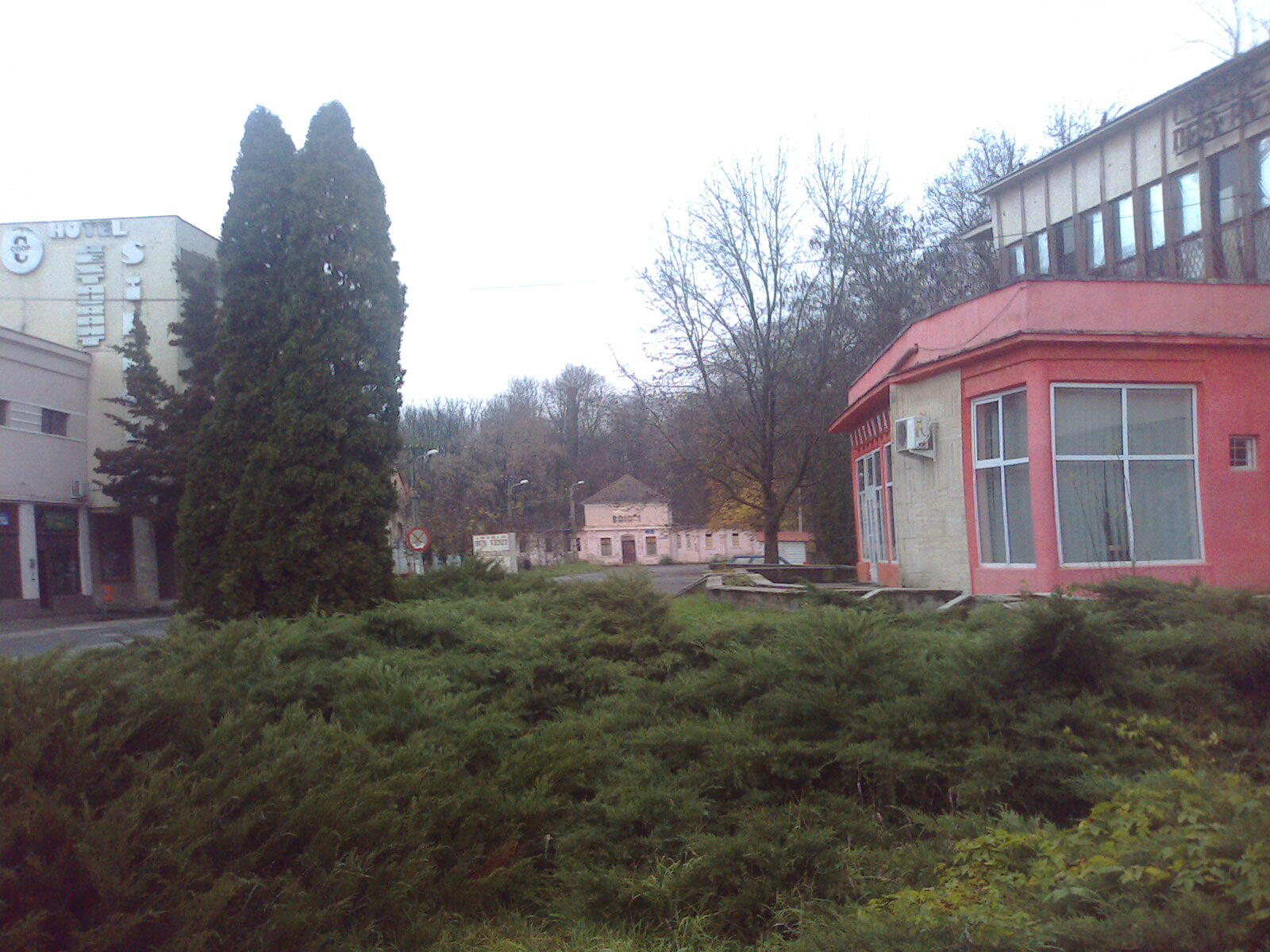
L'estació de Buziaș a la tardor del 2007
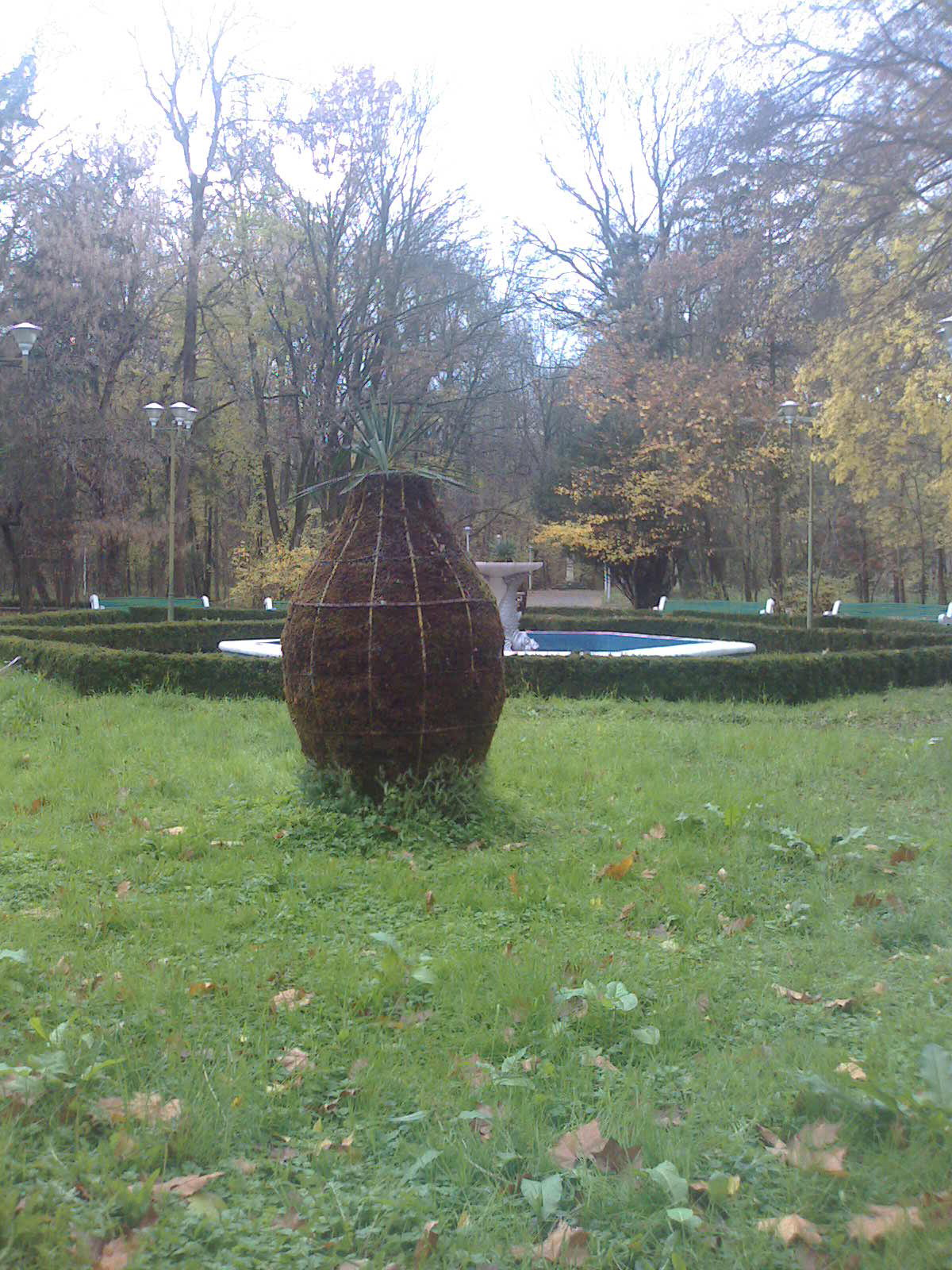
Tardor al parc
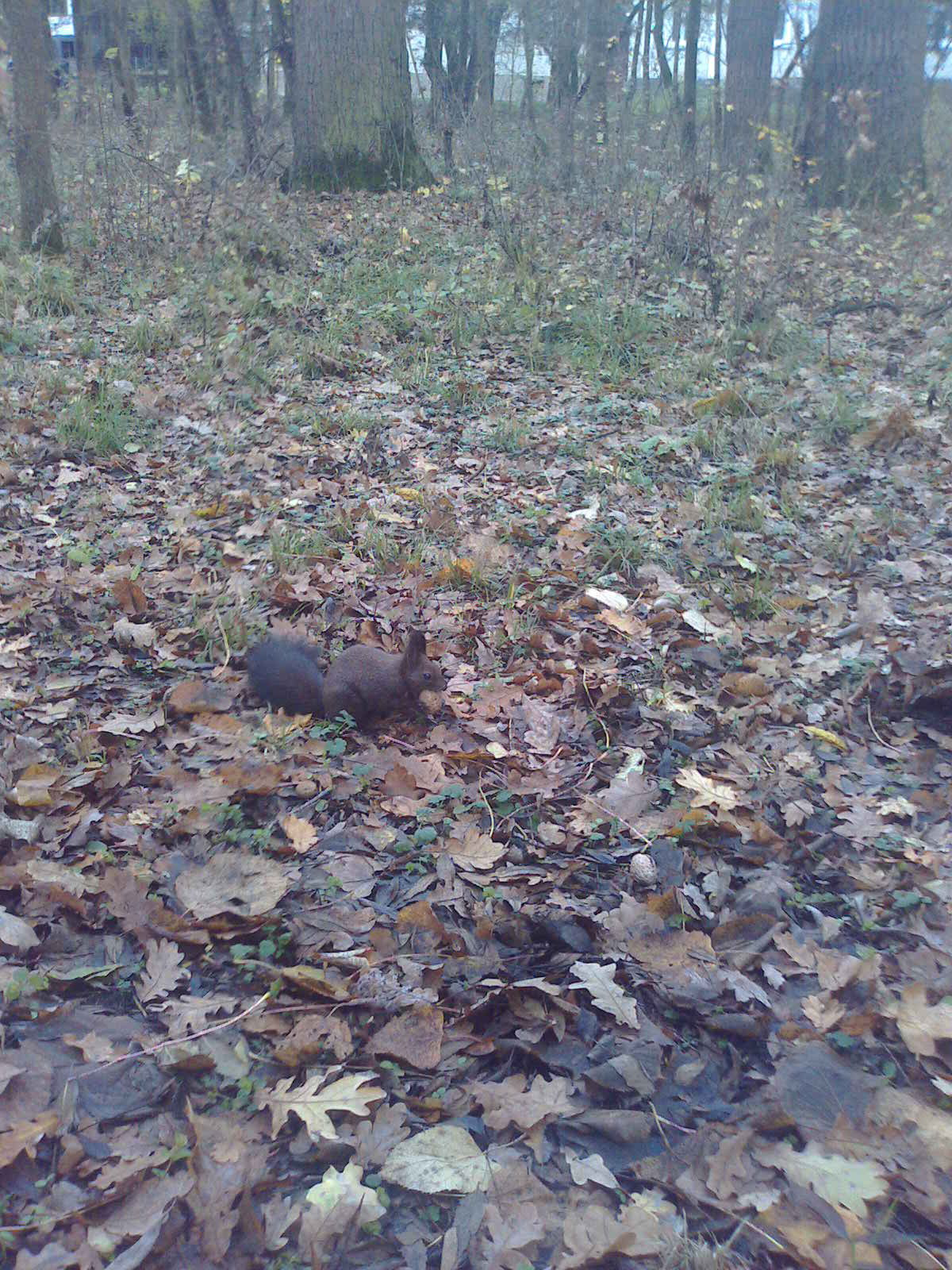
Esquirol vermell al parc de l'estació de Buziaș